# دلافين رأسية الخطم
الدلافين رأسية الخطم (الاسم العلمي: Cephalorhynchinae) هي أسرة من الحيتانيات تتبع فصيلة الدلافين المحيطية من رتبة مزدوجات الأصابع.

## أجناس
- دلفين رأسي الخطم